# Pradosia mutisii
Espèce
Classification phylogénétique
Statut de conservation UICN

 EX  : Éteint
Pradosia mutisii est une espèce de plantes à fleurs de la famille des Sapotaceae originaire de Colombie maintenant éteinte.

## Description
C'est un arbre.

## Répartition
Colombie.

## Statut
Cette espèce d'arbre est considérée comme disparue selon l'IUCN car les forêts dans lesquelles cet arbre était présent dans la première moitié du XXe siècle ont été détruites.